# Athleta Christi
"Athleta Christi" (latín: "Campeón de Cristo") se llama así a un tipo santos o mártires cristianos que fueron militares, de los cuales el ejemplo más conocido es San Sebastián. 
Desde el siglo XV, el título ha sido de carácter político, concedidos por los Papas a los hombres que han encabezado campañas militares para defender el cristianismo. El himno católico Athleta Christi noble ( "Noble Campeón del Señor")de autor desconocido, ha popularizado el término, las personas que han llevado a cabo de este título son los siguientes: 
1. Fernando III de Castilla y León (Fernando "el Santo"), proclamado por Gregorio IX e Inocencio IV.
2. Luis I de Hungría, concedido por el Papa Inocencio VI.
3. Conde Juan Hunyadi, regente del Reino de Hungría.
4. Gjergj Kastriot Skanderbeg de Albania cuyo título fue concedido por el Papa Pio II y Nicolas V.
5. Esteban el Grande de Moldavia, su título fue concedido por el Papa Sixto IV.

- Datos: Q600491